# 巴西奥林匹克委员会
巴西奥林匹克委员会（葡萄牙語：Comitê Olímpico do Brasil，IOC编码：BRA）是代表巴西的国家奥林匹克委员会。巴西奥林匹克委员会成立于1914年，并于1935年获得国际奥林匹克委员会的认可。该组织也是泛美体育组织的成员。

## 外部连结
- 官方网站 （葡萄牙文）